# Fotö
Fotö es una isla y localidad del municipio de Öckerö en el archipiélago de Gotemburgo, Suecia. Está localizada al sur de la isla de Öckerö en la provincia de Västra Götaland. Tenía una población de 614 habitantes en 2023, en un área de 44 ha.